# Serie A 2021-2022 (hockey in-line)
La Serie A 2021-2022 è stata la 26ª edizione del massimo campionato italiano di hockey in-line. Il torneo ha avuto inizio il 2 ottobre 2021 e si è concluso il 21 maggio 2022.
Lo scudetto è stato conquistato dal Milano Quanta per la decima volta nella sua storia .

## Stagione

### Formula

#### Stagione regolare
La prima fase (stagione regolare) si svolge secondo la formula del girone all'italiana: ogni formazione affronta tutte le altre due volte, una presso la propria pista (partita in casa), una presso la pista avversa (partita in trasferta). Vengono assegnati tre punti alla squadra che vince una partita nei tempi regolamentari, due punti alla squadra che vince l'incontro ai tempi supplementari o ai rigori, un punto alla squadra sconfitta ai tempi supplementari o ai rigori e zero alla squadra sconfitta nei tempi reolamentari.

#### Seconda fase
Al termine della stagione regolare le prime cinque squadre accedono al Master Round mentre le ultime cinque accedono al Play-off Round che vengono svolti con le modalità della prima fase.

#### Play-off scudetto
Le squadre del Master Round e le prime tre classificate del Play-off Round disputano i play-off scudetto con la formula dell'eliminazione diretta (quarti al meglio delle tre partite; semifinali e finale al meglio delle cinque). La società vincitrice dei play-off conquista il titolo di squadra campione d'Italia.

## Squadre partecipanti
| Club            | Stagione | Città           | Stagione precedente                                                         |
| --------------- | -------- | --------------- | --------------------------------------------------------------------------- |
| Asiago Vipers   | dettagli | Asiago (VI)     | 6º in Serie A, 2º al Play-off Round, semifinale dei play-off scudetto       |
| Cittadella      | dettagli | Cittadella (PD) | 9º in Serie A, 4º al Play-off Round                                         |
| CUS Verona      | dettagli | Verona          | 5º in Serie A, 5º al Master Round, quarti di finale dei play-off scudetto   |
| Diavoli Vicenza | dettagli | Vicenza         | 1º in Serie A, 1º al Master Round, vince i play-off scudetto                |
| Edera Trieste   | dettagli | Trieste         | 1º in Serie B, vince i play-off promozione, promosso                        |
| Ferrara         | dettagli | Ferrara         | 2º in Serie A, 2º al Master Round, quarti di finale dei play-off scudetto   |
| Ghosts Padova   | dettagli | Padova          | 5º in Serie A, 5º al Master Round, quarti di finale dei play-off scudetto   |
| Lepis Piacenza  | dettagli | Piacenza        | 10º in Serie A, 5º al Play-off Round, retrocesso                            |
| Milano Quanta   | dettagli | Milano          | 4º in Serie A, 3º al Master Round, finale dei play-off scudetto             |
| Monleale        | dettagli | Monleale (AL)   | 8º in Serie A, 3º al Play-off Round, quarti di finale dei play-off scudetto |

## Prima fase

### Risultati
| Andata (1ª) | Andata (1ª) | Prima giornata           | Ritorno (10ª) | Ritorno (10ª) |
|             |             |                          |               |               |
| 2 ott.      | 7-1         | Diavoli Vicenza-Monleale | 13-1          | 27 nov.       |
| 2 ott.      | 9-0         | Milano-Edera Trieste     | 8-4           | 27 nov.       |
| 2 ott.      | 4-1         | Ghosts Padova-Cittadella | 1-3           | 27 nov.       |
| 2 ott.      | 1-4         | CUS Verona-Asiago        | 0-4           | 27 nov.       |
| 2 ott.      | 0-10        | Lepis Piacenza-Ferrara   | 2-14          | 27 nov.       |

| Andata (2ª) | Andata (2ª) | Seconda giornata              | Ritorno (11ª) | Ritorno (11ª) |
|             |             |                               |               |               |
| 9 ott.      | 1-2         | Cittadella-CUS Verona         | 5-7           | 8 dic.        |
| 9 ott.      | 2-3         | Monleale-Ghosts Padova        | 6-4           | 8 dic.        |
| 9 ott.      | 1-10        | Edera Trieste-Diavoli Vicenza | 0-8           | 8 dic.        |
| 9 ott.      | 1-12        | Lepis Piacenza-Milano         | 2-5           | 7 dic.        |
| 10 ott.     | 3-2         | Asiago-Ferrara                | 0-4           | 1º feb.       |

| Andata (3ª) | Andata (3ª) | Terza giornata                 | Ritorno (12ª) | Ritorno (12ª) |
|             |             |                                |               |               |
| 16 ott.     | 3-2         | Milano-Asiago                  | 5-4 (dtr)     | 11 dic.       |
| 16 ott.     | 14-0        | Diavoli Vicenza-Lepis Piacenza | 15-2          | 11 dic.       |
| 16 ott.     | 7-5         | Ferrara-CUS Verona             | 0-5           | 11 dic.       |
| 16 ott.     | 9-1         | Ghosts Padova-Edera Trieste    | 1-2           | 11 dic.       |
| 16 ott.     | 6-3         | Monleale-Cittadella            | 4-1           | 11 dic.       |

| Andata (4ª) | Andata (4ª) | Quarta giornata              | Ritorno (13ª) | Ritorno (13ª) |
|             |             |                              |               |               |
| 23 ott.     | 3-10        | Cittadella-Ferrara           | 0-9           | 22 dic.       |
| 23 ott.     | 0-12        | CUS Verona-Milano            | 1-9           | 22 dic.       |
| 23 ott.     | 3-2         | Edera Trieste-Monleale       | 4-2           | 22 dic.       |
| 23 ott.     | 1-6         | Lepis Piacenza-Ghosts Padova | 1-9           | 22 dic.       |
| 17 nov.     | 2-5         | Asiago-Diavoli Vicenza       | 2-7           | 22 dic.       |

| Andata (5ª) | Andata (5ª) | Quinta giornata            | Ritorno (14ª) | Ritorno (14ª) |
|             |             |                            |               |               |
| 30 ott.     | 7-6 (dts)   | Milano-Ferrara             | 4-1           | 6 gen.        |
| 30 ott.     | 8-1         | Diavoli Vicenza-CUS Verona | 5-3           | 6 gen.        |
| 30 ott.     | 2-4         | Ghosts Padova-Asiago       | 2-5           | 6 gen.        |
| 30 ott.     | 2-1         | Monleale-Lepis Piacenza    | 4-2           | 6 gen.        |
| 30 ott.     | 2-1         | Edera Trieste-Cittadella   | 7-0           | 6 gen.        |

| Andata (6ª) | Andata (6ª) | Sesta giornata               | Ritorno (15ª) | Ritorno (15ª) |
|             |             |                              |               |               |
| 1º nov.     | 0-8         | Cittadella-Milano            | 0-12          | 8 gen.        |
| 1º nov.     | 2-3         | CUS Verona-Ghosts Padova     | 1-2           | 8 gen.        |
| 1º nov.     | 1-3         | Lepis Piacenza-Edera Trieste | 1-5           | 8 gen.        |
| 1º nov.     | 4-1         | Asiago-Monleale              | 5-4 (dts)     | 8 gen.        |
| 1º nov.     | 4-3 (dts)   | Ferrara-Diavoli Vicenza      | 0-3           | 8 gen.        |

| Andata (7ª) | Andata (7ª) | Settima giornata          | Ritorno (16ª) | Ritorno (16ª) |
|             |             |                           |               |               |
| 6 nov.      | 6-0         | Milano-Diavoli Vicenza    | 6-7 (dts)     | 15 gen.       |
| 6 nov.      | 2-1         | Ghosts Padova-Ferrara     | 2-3 (dts)     | 15 gen.       |
| 6 nov.      | 5-3         | Monleale-CUS Verona       | 3-4 (dts)     | 15 gen.       |
| 6 nov.      | 1-3         | Edera Trieste-Asiago      | 5-2           | 15 gen.       |
| 6 nov.      | 1-2         | Lepis Piacenza-Cittadella | 1-14          | 15 gen.       |

| Andata (8ª) | Andata (8ª) | Ottava giornata            | Ritorno (17ª) | Ritorno (17ª) |
|             |             |                            |               |               |
| 13 nov.     | 4-0         | Diavoli Vicenza-Cittadella | 8-3           | 22 gen.       |
| 13 nov.     | 7-5         | Milano-Ghosts Padova       | 5-1           | 22 gen.       |
| 13 nov.     | 4-1         | Ferrara-Monleale           | 6-4           | 22 gen.       |
| 13 nov.     | 4-1         | CUS Verona-Edera Trieste   | 5-2           | 22 gen.       |
| 13 nov.     | 6-0         | Asiago-Lepis Piacenza      | 14-1          | 22 gen.       |

| \| Andata (9ª) \| Andata (9ª) \| Nona giornata \| Ritorno (18ª) \| Ritorno (18ª) \| \| \| \| \| \| \| \| 20 nov. \| 1-9 \| Monleale-Milano \| 4-12 \| 29 gen. \| \| 20 nov. \| 2-3 \| Ghosts Padova-Diavoli Vicenza \| 1-7 \| 29 gen. \| \| 20 nov. \| 0-5 \| Lepis Piacenza-CUS Verona \| 0-10 \| 29 gen. \| \| 20 nov. \| 3-4 (dts) \| Cittadella-Asiago \| 4-5 (dts) \| 29 gen. \| \| 20 nov. \| 1-3 \| Edera Trieste-Ferrara \| 0-8 \| 29 gen. \| |             |                               |               |               |
| Andata (9ª) | Andata (9ª) | Nona giornata                 | Ritorno (18ª) | Ritorno (18ª) |
| |             |                               |               |               |
| 20 nov. | 1-9         | Monleale-Milano               | 4-12          | 29 gen.       |
| 20 nov. | 2-3         | Ghosts Padova-Diavoli Vicenza | 1-7           | 29 gen.       |
| 20 nov. | 0-5         | Lepis Piacenza-CUS Verona     | 0-10          | 29 gen.       |
| 20 nov. | 3-4 (dts)   | Cittadella-Asiago             | 4-5 (dts)     | 29 gen.       |
| 20 nov. | 1-3         | Edera Trieste-Ferrara         | 0-8           | 29 gen.       |

### Classifica finale prima fase
|  | Pos. | Squadra         | Pt | G  | V  | VR | PR | P  | GF  | GS  | DR   |
|  | ---- | --------------- | -- | -- | -- | -- | -- | -- | --- | --- | ---- |
|  | 1.   | Milano Quanta   | 50 | 18 | 15 | 2  | 1  | 0  | 139 | 39  | +100 |
|  | 2.   | Diavoli Vicenza | 48 | 18 | 15 | 1  | 1  | 1  | 127 | 35  | +92  |
|  | 3.   | Ferrara         | 35 | 18 | 10 | 2  | 1  | 5  | 92  | 45  | +47  |
|  | 4.   | Asiago Vipers   | 34 | 18 | 9  | 3  | 1  | 5  | 73  | 50  | +23  |
|  | 5.   | Ghosts Padova   | 25 | 18 | 8  | 0  | 1  | 9  | 59  | 55  | +4   |
|  | 6.   | Edera Trieste   | 24 | 18 | 8  | 0  | 0  | 10 | 42  | 77  | -35  |
|  | 7.   | CUS Verona      | 23 | 18 | 7  | 1  | 0  | 10 | 59  | 71  | -12  |
|  | 8.   | Monleale        | 20 | 18 | 6  | 0  | 2  | 10 | 53  | 88  | -35  |
|  | 9.   | Cittadella      | 11 | 18 | 3  | 0  | 2  | 13 | 44  | 95  | -51  |
|  | 10.  | Lepis Piacenza  | 0  | 18 | 0  | 0  | 0  | 18 | 17  | 150 | -133 |

Legenda:
  Squadra ammessa al Master Round.
  Squadra ammessa al Play-off Round.
Note:
Tre punti a vittoria, due per la vittoria ai tempi supplementari/tiri di rigore, uno per la sconfitta ai tempi supplementari/tiri di rigore, zero a sconfitta.
In caso di arrivo di due o più squadre a pari punti, la graduatoria finale è stilata secondo la classifica avulsa tra le squadre interessate che prevede, in ordine, i seguenti criteri:
- punti negli scontri diretti;
- differenza reti negli scontri diretti;
- differenza reti generale;
- reti realizzate in generale;
- sorteggio.

## Seconda fase

### Master Round

#### Risultati
| Andata (1ª) | Andata (1ª) | Prima giornata          | Ritorno (6ª) | Ritorno (6ª) |
|             |             |                         |              |              |
| 9 feb.      | 2-1         | Ghosts Padova-Asiago    | 5-4 (dts)    | 19 mar.      |
| 9 feb.      | 7-0         | Diavoli Vicenza-Ferrara | 2-1 (dts)    | 19 mar.      |

| Andata (2ª) | Andata (2ª) | Seconda giornata       | Ritorno (7ª) | Ritorno (7ª) |
|             |             |                        |              |              |
| 12 feb.     | 2-3         | Ghosts Padova-Milano   | 0-8          | 26 mar.      |
| 12 feb.     | 1-2         | Asiago-Diavoli Vicenza | 1-6          | 26 mar.      |

| Andata (3ª) | Andata (3ª) | Terza giornata        | Ritorno (8ª) | Ritorno (8ª) |
|             |             |                       |              |              |
| 19 feb.     | 2-3 (dtr)   | Ferrara-Ghosts Padova | 3-2          | 30 mar.      |
| 16 mar.     | 7-2         | Milano-Asiago         | 6-2          | 30 mar.      |

| Andata (4ª) | Andata (4ª) | Quarta giornata               | Ritorno (9ª) | Ritorno (9ª) |
|             |             |                               |              |              |
| 26 feb.     | 1-2         | Ghosts Padova-Diavoli Vicenza | 3-9          | 2 apr.       |
| 26 feb.     | 2-7         | Ferrara-Milano                | 0-3          | 2 apr.       |

| \| Andata (5ª) \| Andata (5ª) \| Quinta giornata \| Ritorno (10ª) \| Ritorno (10ª) \| \| \| \| \| \| \| \| 5 mar. \| 3-2 (dts) \| Diavoli Vicenza-Milano \| 5-3 \| 9 apr. \| \| 5 mar. \| 7-0 \| Asiago-Ferrara \| 4-5 \| 9 apr. \| |             |                        |               |               |
| Andata (5ª) | Andata (5ª) | Quinta giornata        | Ritorno (10ª) | Ritorno (10ª) |
| |             |                        |               |               |
| 5 mar. | 3-2 (dts)   | Diavoli Vicenza-Milano | 5-3           | 9 apr.        |
| 5 mar. | 7-0         | Asiago-Ferrara         | 4-5           | 9 apr.        |

#### Classifica finale Master Round
|  | Pos. | Squadra         | Pt | G  | V | VR | PR | P | GF | GS | DR  |
|  | ---- | --------------- | -- | -- | - | -- | -- | - | -- | -- | --- |
|  | 1.   | Diavoli Vicenza | 46 | 8  | 6 | 2  | 0  | 0 | 36 | 12 | +24 |
|  | 2.   | Milano Quanta   | 44 | 8  | 6 | 0  | 1  | 1 | 39 | 16 | +23 |
|  | 3.   | Ferrara         | 26 | 8  | 2 | 0  | 2  | 4 | 13 | 35 | -22 |
|  | 4.   | Asiago Vipers   | 21 | 8  | 1 | 0  | 1  | 6 | 22 | 33 | -11 |
|  | 5.   | Ghosts Padova   | 20 | 18 | 1 | 2  | 0  | 5 | 18 | 32 | -14 |

Legenda:
  Squadra ammessa ai play-off scudetto.
  Squadra campione d'Italia.
  Squadra vincitrice della Coppa Italia.
  Squadra vincitrice della Supercoppa italiana.
Note:
Vengono conservati la metà dei punti della prima fase arrotondati per eccesso.
Tre punti a vittoria, due per la vittoria ai tempi supplementari/tiri di rigore, uno per la sconfitta ai tempi supplementari/tiri di rigore, zero a sconfitta.
In caso di arrivo di due o più squadre a pari punti, la graduatoria finale è stilata secondo la classifica avulsa tra le squadre interessate che prevede, in ordine, i seguenti criteri:
- punti negli scontri diretti;
- differenza reti negli scontri diretti;
- differenza reti generale;
- reti realizzate in generale;
- sorteggio.

### Play-off Round

#### Risultati
| Andata (1ª) | Andata (1ª) | Prima giornata            | Ritorno (6ª) | Ritorno (6ª) |
|             |             |                           |              |              |
| 5 feb.      | 1-15        | Lepis Piacenza-Cittadella | 1-8          | 19 mar.      |
| 9 feb.      | 1-2         | CUS Verona-Monleale       | 5-3          | 19 mar.      |

| Andata (2ª) | Andata (2ª) | Seconda giornata             | Ritorno (7ª) | Ritorno (7ª) |
|             |             |                              |              |              |
| 12 feb.     | 6-0         | Edera Trieste-Lepis Piacenza | 7-2          | 26 mar.      |
| 12 feb.     | 2-1         | Cittadella-CUS Verona        | 1-5          | 26 mar.      |

| Andata (3ª) | Andata (3ª) | Terza giornata           | Ritorno (8ª) | Ritorno (8ª) |
|             |             |                          |              |              |
| 19 feb.     | 8-1         | Monleale-Lepis Piacenza  | 6-0          | 30 mar.      |
| 19 feb.     | 3-1         | Edera Trieste-Cittadella | 4-3          | 30 mar.      |

| Andata (4ª) | Andata (4ª) | Quarta giornata           | Ritorno (9ª) | Ritorno (9ª) |
|             |             |                           |              |              |
| 26 feb.     | 7-3         | Monleale-Edera Trieste    | 2-1 (dts)    | 2 apr.       |
| 26 feb.     | 0-6         | Lepis Piacenza-CUS Verona | 0-11         | 2 apr.       |

| \| Andata (5ª) \| Andata (5ª) \| Quinta giornata \| Ritorno (10ª) \| Ritorno (10ª) \| \| \| \| \| \| \| \| 5 mar. \| 10-1 \| Cittadella-Monleale \| 3-2 \| 9 apr. \| \| 5 mar. \| 1-2 \| CUS Verona-Edera Trieste \| 5-2 \| 9 apr. \| |             |                          |               |               |
| Andata (5ª) | Andata (5ª) | Quinta giornata          | Ritorno (10ª) | Ritorno (10ª) |
| |             |                          |               |               |
| 5 mar. | 10-1        | Cittadella-Monleale      | 3-2           | 9 apr.        |
| 5 mar. | 1-2         | CUS Verona-Edera Trieste | 5-2           | 9 apr.        |

#### Classifica finale Play-off Round
|  | Pos. | Squadra        | Pt | G | V | VR | PR | P | GF | GS | DR  |
|  | ---- | -------------- | -- | - | - | -- | -- | - | -- | -- | --- |
|  | 6.   | Edera Trieste  | 28 | 8 | 5 | 0  | 1  | 2 | 28 | 21 | +7  |
|  | 7.   | CUS Verona     | 27 | 8 | 5 | 0  | 0  | 3 | 35 | 12 | +23 |
|  | 8.   | Monleale       | 24 | 8 | 4 | 1  | 0  | 3 | 31 | 24 | +7  |
|  | 9.   | Cittadella     | 21 | 8 | 5 | 0  | 0  | 3 | 43 | 18 | +25 |
|  | 10.  | Lepis Piacenza | 0  | 8 | 0 | 0  | 0  | 8 | 5  | 67 | -62 |

Legenda:
  Squadra ammessa ai play-off scudetto.
      Retrocessa in Serie B 2022-2023.
Note:
Vengono conservati la metà dei punti della prima fase arrotondati per eccesso.
Tre punti a vittoria, due per la vittoria ai tempi supplementari/tiri di rigore, uno per la sconfitta ai tempi supplementari/tiri di rigore, zero a sconfitta.
In caso di arrivo di due o più squadre a pari punti, la graduatoria finale è stilata secondo la classifica avulsa tra le squadre interessate che prevede, in ordine, i seguenti criteri:
- punti negli scontri diretti;
- differenza reti negli scontri diretti;
- differenza reti generale;
- reti realizzate in generale;
- sorteggio.

## Play-off scudetto
|  | Quarti di finale | Quarti di finale | Quarti di finale | Quarti di finale | Quarti di finale |   |                 | Semifinali    | Semifinali | Semifinali | Semifinali | Semifinali | Semifinali | Semifinali |  |  | Finale | Finale          | Finale | Finale | Finale | Finale | Finale |
|  |                  |                  |                  |                  |                  |   |                 |               |            |            |            |            |            |            |  |  |        |                 |        |        |        |        |        |
|  | 1                | Diavoli Vicenza  | 7                | 8                |                  |   |                 |               |            |            |            |            |            |            |  |  |        |                 |        |        |        |        |        |
|  | 8                | Monleale         | 2                | 1                |                  |   |                 |               |            |            |            |            |            |            |  |  |        |                 |        |        |        |        |        |
|  | 8                | Monleale         | 2                | 1                |                  | 1 | Diavoli Vicenza | 3             | 4          | 3          | 4          |            |            |            |  |  |        |                 |        |        |        |        |        |
|  |                  |                  |                  |                  |                  | 1 | Diavoli Vicenza | 3             | 4          | 3          | 4          |            |            |            |  |  |        |                 |        |        |        |        |        |
|  |                  | 4                | Asiago Vipers    | 4                | 3                | 0 | 1               |               |            |            |            |            |            |            |  |  |        |                 |        |        |        |        |        |
|  | 4                | 4                | Asiago Vipers    | 4                | 3                | 0 | 1               | Asiago Vipers | 2          | 2          |            |            |            |            |  |  |        |                 |        |        |        |        |        |
|  | 4                |                  |                  |                  |                  |   |                 | Asiago Vipers | 2          | 2          |            |            |            |            |  |  |        |                 |        |        |        |        |        |
|  | 5                | Ghosts Padova    | 1                | 1                |                  |   |                 |               |            |            |            |            |            |            |  |  |        |                 |        |        |        |        |        |
|  |                  |                  |                  |                  |                  |   |                 |               |            |            |            |            |            |            |  |  | 1      | Diavoli Vicenza | 2      | 0      | 2      |        |        |
|  |                  |                  | 2                | Milano Quanta    | 3                | 5 | 3               |               |            |            |            |            |            |            |  |  |        |                 |        |        |        |        |        |
|  | 3                | Ferrara          | 3                | 3                |                  |   |                 |               |            |            |            |            |            |            |  |  |        |                 |        |        |        |        |        |
|  | 6                | Edera Trieste    | 1                | 2                |                  |   |                 |               |            |            |            |            |            |            |  |  |        |                 |        |        |        |        |        |
|  | 6                | Edera Trieste    | 1                | 2                |                  | 3 | Ferrara         | 2             | 4          | 2          |            |            |            |            |  |  |        |                 |        |        |        |        |        |
|  |                  |                  |                  |                  |                  | 3 | Ferrara         | 2             | 4          | 2          |            |            |            |            |  |  |        |                 |        |        |        |        |        |
|  |                  | 2                | Milano Quanta    | 4                | 5                | 8 |                 |               |            |            |            |            |            |            |  |  |        |                 |        |        |        |        |        |
|  | 2                | 2                | Milano Quanta    | 4                | 5                | 8 | Milano Quanta   | 7             | 5          |            |            |            |            |            |  |  |        |                 |        |        |        |        |        |
|  | 2                |                  |                  |                  |                  |   | Milano Quanta   | 7             | 5          |            |            |            |            |            |  |  |        |                 |        |        |        |        |        |
|  | 7                | CUS Verona       | 0                | 0                |                  |   |                 |               |            |            |            |            |            |            |  |  |        |                 |        |        |        |        |        |

## Verdetti
| Verdetto                    | Club                       |
| --------------------------- | -------------------------- |
| Campione d'Italia 2021-2022 | Milano Quanta (10º titolo) |
| Retrocessa in Serie B       | Lepis Piacenza             |